# Electricistas (canción)
«Electricistas» es una canción interpretada por el grupo español Fangoria, incluida en su segundo álbum de estudio, Una temporada en el infierno (1999). La compañía Subterfuge la publicó en 1999 como el sencillo principal del disco; posteriormente, figuró en los álbumes recopilatorios Dilemas, amores y dramas (2003) y El paso trascendental del vodevil a la astracanada (2010). Fue compuesta por Alaska, Nacho Canut, Clara Morán, Ger Espada y Luis Prosper, mientras que la producción estuvo a cargo de Fangoria y Carlos Jean. «Electricistas» supuso una dirección musical nueva para el grupo en comparación con sus anteriores trabajos discográficos, obteniendo una notable difusión tanto en emisoras de radio como en canales de televisión. 
El videoclip se filmó bajo la dirección de Borja Crespo. En él aparecen varios personajes, entre ellos Jesucristo, el Diablo o los niños de la película El pueblo de los malditos (1960). 

## Antecedentes
A mediados de la década de 1990, Alaska y Nacho Canut entablaron relación con Luis Prosper y Clara Morán, integrantes del entonces grupo Heroica. Esta colaboración se materializó en diversas actuaciones en directo de Fangoria durante ese periodo. Prosper y Morán, quienes posteriormente decidieron retirarse de la escena musical para centrarse en su vida familiar, compartieron con Fangoria una serie de maquetas inéditas, entre las que se encontraban canciones como «Me odio cuando miento», «No será», «Voy a perder el miedo», «Eternamente inocente» y «Hombres». Uno de estos temas, titulado «Electricistas», fue seleccionado por el grupo para ser incluido en su siguiente álbum de estudio, tras someterlo a una reescritura lírica y una nueva producción.

## Vídeo musical
El videoclip de «Electricistas» fue dirigido por Borja Crespo y presenta una estética cuidada y simbólica. En él, Alaska y Nacho aparecen sentados en el mismo sofá que figura en la portada del álbum Una temporada en el infierno. La escena transcurre en una habitación en la que están rodeados por varios personajes de apariencia enigmática: Jesucristo (interpretado por Pedro Pastor, el entonces novio de Alaska), el diablo, una joven con camisón blanco y los niños con poderes de El pueblo de los malditos (interpretados por los sobrinos de Nacho Canut). En una de las secuencias también se muestra a dos hombres vestidos con ropa de cuero, sentados en el mismo sofá. Todos los personajes sostienen en sus manos un corazón brillante, que actúa como símbolo central del videoclip.

## Lista de canciones y formatos
A continuación se muestran los álbumes y formatos oficiales en los que "Electricistas" ha sido incluida.
- 1999, CD Una temporada en el infierno - (Subterfudge)
- 2000, CD El infierno son los demás (versiones remix de: JLF, Teen Marcianas y Liquits) - (Subterfudge)
- 2003, CD Dilemas, amores y dramas (CD 1, versión álbum; CD 2, versión remix de JLF) - (Subterfudge)
- 2008, CD Una temporada en el infierno (CD 1, versión álbum; CD 2, versiones remix de: JLF, Teen Marcianas y Liquits) - (Subterfudge-Pias)
- 2010, CD Una temporada en el infierno - (Subterfudge/Sony)
- 2010, CD El infierno son los demás (versiones remix de: JLF, Teen Marcianas y Liquits) - (Subterfudge/Sony)
- 2010, CD El paso trascendental del vodevil a la astracanada (CD 2, Vodevil) - (Warner Bros. Records)
- 2010, CD/DVD El paso trascendental del vodevil a la astracanada, Edición de Lujo 3 CD y DVD (CD 2, Vodevil; DVD, Videoclip) - (Warner Bros. Records)
- 2011, CD/DVD Operación Vodevil (Versión grabada en directo) - (Warner Bros. Records)

## Créditos y personal
| - Alaska: voz, composición, producción - Nacho Canut: composición, producción - Clara Morán: composición - Ger Espada: composición - Luis Prosper: composición - Chris Khoo: guitarra - Rafa Spunky: coros | - Carlos Jean: producción, programación, teclado, yembé, guitarra, tambor de copa - Abel "The Kid": scratch - Benny Gil: masterización - Javier Aramburu: diseño - Jerónimo Álvarez: fotografía |